# Četveromeđa
Četveromeđa je točka u kojoj se križaju granice četiriju upravnih jedinica. Obično se misli na državne granice, no to mogu biti granice županija, općina, mjesnih odbora, gradskih kotara i dr. Znatno su rjeđa pojava od tromeđa, osobito između država. Od državnih granica danas je to Kazungula, gdje se spajaju botsvanska, namibijska, zambijska i zimbabveanska granica. Nekad je to još bila između Kameruna, Čada, Nigerije i Sjeverni Kamerun kojim je pod mandatom UN-a još uvijek vladalo Ujedinjeno Kraljevstvo, sve dok nije ušlo u sastav Nigerije 1. lipnja 1961. godine. Ova zemljopisna točka, premda od 1908., ako ne i 1891., te definitivno fiksirana i u potpunosti dogovorena od 1931. ostala je neoznačenom sve do danas.
Republika Hrvatska nema nijednu četveromeđu s drugim državama.

## Vanjske poveznice
- Jezikoslovac.com